# Zappa confluentus
Il saltafango di Zappa (Zappa confluentus Roberts, 1978), noto in lingua inglese anche con il nome New Guinea slender mudskipper (saltafango snello della Nuova Guinea), è un pesce della famiglia Gobiidae e della sottofamiglia Oxudercinae, unica specie del genere Zappa.

## Scoperta e denominazione
I primi esemplari furono scoperti nel 1978 lungo le rive del fiume Fly dall'ittiologo statunitense Tyson R. Roberts, che si rese conto di trovarsi di fronte a una nuova specie e le diede nome Pseudapocryptes confluentus. Dieci anni dopo, il ricercatore Ed Murdy stava studiando la sistematica dei saltafango e notò una sostanziale differenza morfologica tra questi pesci e gli altri Pseudapocryptes. Li ribattezzò quindi Zappa confluentus, che furono inclusi nel nuovo genere Zappa. Il termine latino confluentus indica la connessione delle pinne anale e dorsale con quella caudale. La scoperta della specie Zappa confluentus viene attribuita a Roberts, mentre quella del genere Zappa a Murdy.
Appassionato ammiratore del musicista statunitense Frank Zappa, Murdy dedicò a lui il nome del genere e della specie. In particolare per l'istrionismo e le idee socio-politiche di Zappa, e soprattutto per la sua articolata e sagace difesa del I emendamento della Costituzione degli Stati Uniti d'America, che garantisce la libertà di scegliere ed esercitare il proprio culto religioso, nonché la libertà di parola e di stampa, il diritto di riunirsi pacificamente e il diritto di appellarsi al governo per vedere riconosciuti i propri diritti.

## Distribuzione e habitat
Gli Zappa confluentus si trovano esclusivamente nel corso più basso dei fiumi Fly, Ramu e Bintuni in Nuova Guinea, Oceania. Abitano in prevalenza nelle fangose piane di marea adiacenti alle torbide acque salmastre di tali fiumi, caratterizzate dalla presenza di mangrovie.

## Descrizione
Al pari di altri saltafango, possono respirare attraverso la pelle e la mucosa della bocca; passano la maggior parte del tempo fuori dall'acqua nelle zone delle mangrovie, sulle piane tidali delle aree costiere e alla foce di fiumi tropicali. Nel terreno fangoso scavano tane in cui si rifugiano dai predatori e proteggono le uova. Quando l'acqua sommerge la tana e viene a mancare l’ossigeno, respirano per mezzo di una bolla d'aria che conservano nel proprio corpo all'interno di una speciale camera. Sono pesci anfidromi, potendo muoversi liberamente in acqua dolce, marina e salmastra, e demersali, in grado di nuotare normalmente ma anche di trattenersi sui fondali, dove trovano il nutrimento. La lunghezza massima è di 4,4 centimetri.